# Fire Down Under
Albums de Riot
Narita
(1979) Restless Breed
(1982)
Singles
1. Outlaw
Sortie : 1981

Fire Down Under est le troisième album du groupe de heavy metal américain Riot publié le 9 février 1981 sur le label Elektra Records.
Cet album fut enregistré en novembre et décembre 1980 à New York dans les studios Greene Street Recordings. Le label Capitol Records n'approuva pas l'album, le jugeant pas assez commercial et refusa de le sortir. Néanmoins il ne voulait pas libérer le groupe de son engagement, les fans du groupe se regroupèrent pour faire circuler des centaines de pétitions et finalement Tom Atout et Cliff Bernstein réussirent à convaincre leur patrons d'Elektra Records à racheter le contrat du groupe et l'album put enfin sortir.
Il atteindra la 99e place dans les charts américain du Billboard 200.
Il est le dernier album de Riot avec Guy Speranza au chant, ce dernier quitta le groupe au cours de l'année 1981, estimant que sa participation au groupe n'était pas compatible avec ses convictions religieuses. Il sera remplacé par Rhett Forrester.

## Liste des titres
Face 1
| No | Titre               | Auteur                                         | Durée |
| -- | ------------------- | ---------------------------------------------- | ----- |
| 1. | Swords and Tequila  | Guy Speranza, Mark Reale                       | 3:15  |
| 2. | Fire Down Under     | Speranza, Kip Leming                           | 2:30  |
| 3. | Feel the Same       | Rick Ventura                                   | 4:51  |
| 4. | Outlaw              | Speranza, Reale                                | 4:11  |
| 5. | Don't Bring Me Down | Speranza, Reale, Ventura, Leming, Sandy Slavin | 3:00  |

Face 2
| No  | Titre             | Auteur                                         | Durée |
| --- | ----------------- | ---------------------------------------------- | ----- |
| 6.  | Don't Hold Back   | Speranza, Reale                                | 3:12  |
| 7.  | Altar of the King | Speranza, Reale                                | 4:43  |
| 8.  | No Lies           | Ventura                                        | 4:18  |
| 9.  | Run for Your Life | Speranza, Reale                                | 3:15  |
| 10. | Flashbacks        | Speranza, Reale, Ventura, Leming, Sandy Slavin | 4:00  |

Titres bonus réédition 1997 sur le label High Vaultage
| No  | Titre                     | Auteur            | Durée |
| --- | ------------------------- | ----------------- | ----- |
| 11. | Struck By Lightning       | Speranza, Reale   | 3:39  |
| 12. | Misty Morning Rain        | Speranza          | 3:09  |
| 13. | You're All I Need Tonight | Speranza, Ventura | 2:58  |
| 14. | One Step Closer           | Ventura           | 2:12  |
| 15. | Hot Life                  | Ventura           | 0:25  |

Titres bonus réédition 1999 sur le label Metal Blade
| No  | Titre                     | Auteur            | Durée |
| --- | ------------------------- | ----------------- | ----- |
| 11. | Misty Morning Rain        | Speranza          | 3:09  |
| 12. | You're All I Need Tonight | Speranza, Ventura | 2:58  |

## Formation
- Guy Speranza - chants
- Mark Reale - guitare
- Rick Ventura - guitare
- Kip Leming - basse
- Sandy Slavin - batterie

## Chart
| Pays       | Durée du classement | Meilleur classement | Date            |
| ---------- | ------------------- | ------------------- | --------------- |
| États-Unis | 11 semaines         | 99e                 | 24 octobre 1981 |